# 한스 빌스도르프

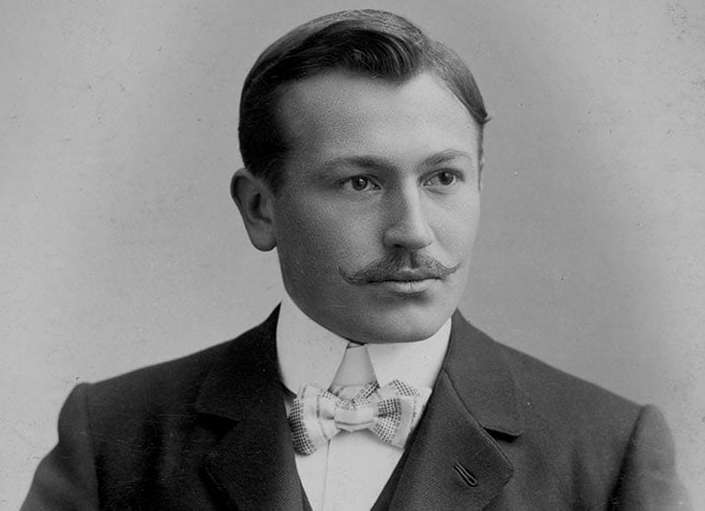

한스 빌스도르프(독일어: Hans Wilsdorf, 1881년 3월 22일 ~ 1960년 7월 6일)는 독일의 시계공이자, 롤렉스의 창립자이다.